# Lamprophthalma sikkimensis
Lamprophthalma sikkimensis är en tvåvingeart som beskrevs av Günther Enderlein 1924. Lamprophthalma sikkimensis ingår i släktet Lamprophthalma och familjen bredmunsflugor.
Artens utbredningsområde är Sikkim. Inga underarter finns listade i Catalogue of Life.